# Zoran Mijanović
Zoran Mijanović (cyr. Зopaн Mиjaнoвић, ur. 5 czerwca 1974 w Nowym Sadzie) – były serbski piłkarz występujący na pozycji bramkarza, trener piłkarski.

## Kariera klubowa
Grę w piłkę nożną rozpoczynał w rodzinnym Nowym Sadzie w zespole FK Vojvodina. W 1996 roku po odejściu z klubu Aleksandara Kocicia został on podstawowym bramkarzem. W latach 1996–1998 rozegrał w barwach Vojvodiny 50 spotkań na poziomie Prvej Ligi. Od połowy 1998 roku był on zawodnikiem portugalskiego SC Farense. 28 lutego 1999 roku zadebiutował on w Primeira Divisão w wygranym 2:0 meczu przeciwko Académice Coimbra. Ogółem przez cztery sezony rozegrał on dla tego zespołu 49 spotkań na poziomie portugalskiej ekstraklasy. Po spadku do Segunda Liga w sezonie 2001/2002 opuścił on klub.
W przerwie zimowej sezonu 2002/2003 Mijanović podpisał półroczną umowę z Legią Warszawa, która poszukiwała bramkarza po odejściu Radostina Stanewa. W I lidze zadebiutował 5 kwietnia 2003 roku w meczu z Górnikiem Zabrze (0:0). W czerwcu władze klubu postanowiły nie przedłużać z nim kontraktu. Ogółem rozegrał on dla Legii 4 ligowe spotkania, przegrywając rywalizację o miejsce w składzie z Arturem Borucem oraz Łukaszem Załuską.
W sezonie 2004/2005 pozostawał on bez klubu. W 2005 roku został on graczem Bihoru Oradea, dla którego rozegrał 12 spotkań w Liga II. W sezonie 2006/2007 był on zawodnikiem SC Olhanense. Rozegrał tam jedno oficjalne spotkanie w ramach Pucharu Portugalii. Po roku przeniósł się do FK Bežanija, z którą w sezonie 2007/2008 spadł z Super liga Srbije.
Od 2008 roku Mijanović kontynuował karierę w norweskim Nybergsund IL-Trysil oraz FK Metalac. Zawodową karierę zakończył w 2011 roku, po spadku Nybergsund z Adeccoligaen. W 2013 roku w wyniku trudnej sytuacji kadrowej został on zgłoszony do rozgrywek przez FK Sloboda Užice, jednak nie wystąpił w żadnym spotkaniu.

## Kariera trenerska
W 2013 roku Zoran Mijanović rozpoczął pracę jako szkoleniowiec klubu FK Indeks. W kwietniu 2014 roku został trenerem bramkarzy w występującym w Thai Premier League zespole Buriram United.